# Trichilia subcordata
Trichilia subcordata är en tvåhjärtbladig växtart som beskrevs av Gürke. Trichilia subcordata ingår i släktet Trichilia och familjen Meliaceae. Inga underarter finns listade i Catalogue of Life.